# TMEM196
TMEM196 (англ. Transmembrane protein 196) – білок, який кодується однойменним геном, розташованим у людей на короткому плечі 7-ї хромосоми. Довжина поліпептидного ланцюга білка становить 178 амінокислот, а молекулярна маса — 19 025.
| 10         |  | 20         |  | 30         |  | 40         |  | 50         |
| ---------- |  | ---------- |  | ---------- |  | ---------- |  | ---------- |
| MCTSGQIIGS |  | LLVLSVLEIG |  | LGVSSVAVGA |  | VSFSLALREH |  | KPQLGDSSPV |
| WSGVCFLLCG |  | ICGILCAKKK |  | SGLVMILFSA |  | CCICGLIGGI |  | LNFQFLRAVT |
| KKTSSLYPLH |  | LASMSLACIG |  | IGGCTLSSWL |  | TCRLASYEQR |  | RMFSEREHSL |
| HHSHEMAEKE |  | ITDNMSNGGP |  | QLIFNGRV   |  |            |  |            |

A: Аланін

C: Цистеїн

D: Аспарагінова кислота

E: Глутамінова кислота

F: Фенілаланін

G: Гліцин

H: Гістидин

I: Ізолейцин

K: Лізин

L: Лейцин

M: Метіонін

N: Аспарагін

P: Пролін

Q: Глутамін

R: Аргінін

S: Серин

T: Треонін

V: Валін

W: Триптофан

Задіяний у такому біологічному процесі, як альтернативний сплайсинг. 
Локалізований у мембрані.